# Knights of the Temple II
Knights of the Temple II (viết tắt KOTT2) là trò chơi điện tử thuộc thể loại hành động phiêu lưu do hãng TDK Recording Media Europe S.A. phát triển và Playlogic International phát hành vào năm 2005. Là phần tiếp theo của game Knights of the Temple: Infernal Crusade.

## Cốt truyện
Hai mươi năm sau khi nhân vật chính là hiệp sĩ Paul de Raque hoàn thành chiến công trong sự kiện ở phần 1, đã được phong làm "Trưởng lão" (Grand Master). Tuy nhiên trách nhiệm của anh ngày càng nặng nề hơn khi mà lũ quỷ dữ đã quay trở lại. Chúng đang âm thầm lối kéo và tuyển mộ những âm binh thuộc loại "siêu đẳng" với sức mạnh vô song thành một lực lượng bóng tối hùng mạnh nhất bằng việc giải phong ấn mở cánh cửa địa ngục, nhiệm vụ của Paul de Raque là phải gấp rút đóng kín cánh cửa địa ngục trong khi nó đang sắp sửa mở tung.
Để hoàn thành nhiệm vụ khá nguy hiểm này, Paul de Raque phải lên dường để săn lùng cho được 3 mảnh cổ vật hay thánh tích (Artifacts) bao gồm Con Mắt (The Eye) Vũ Khí (The Weapon), Dấu Bí Hiểm (The Rune). Mỗi hiện vật được ẩn chứa trong các thành phố khác nhau ở ba khu vực riêng biệt.
Trong suốt cuộc hành trình của mình, Paul de Raque sẽ phải đi qua ba thànhphố khác nhau gồm Sirmium của La Mã, thành phố cướp biển Ylgar và thành phố cảng Yusra của người Saracen, chiến đấu với thây ma, ma quỷ sinh vật, và thậm chí cả con người.

## Cách chơi
Knights of The Temple 2 có tổng cộng 18 quest để người chơi trải qua cùng nhiều khám phá về các vùng đất mới. Trong suốt cuộc hành trình, người chơi sẽ phải liên tục dò la thông tin về 3 mảnh vật quý đang truy tìm. Để có được những manh mối, gợi ý đáng giá buộc người chơi phải trả lời các tuỳ chọn của game ở nhiều đoạn đối thoại hay nhiệm vụ phụ, ngoài ra người chơi còn được thưởng tiền nếu như trả lời đúng. Đặc tính NPC sẽ phản ứng lại trước những sự lựa chọn của người chơi.
Người chơi có thể tự do đi lại trong game và có nhiều cách giải quyết việc mình đang làm, ví dụ như truy tìm những mảnh "Artifacts" theo cốt truyện nhưng lại không muốn bị gò bó, lúc này game cho phép người chơi làm những gì mà mình thích, đi đến bất cứ nơi đâu, hay thực hiện một nhiệm vụ phụ nào đó để tăng điểm kinh nghiệm. Ngoài ra game còn gây khó dễ cho người chơi ở những màn tìm đường và giải đố.
Nhân vật chính có vẻ bề ngoài to lớn cùng bộ giáp cồng kềnh mặc trên người nhưng không hề chậm chạp, Paul rất nhanh nhẹn và có thể tương tác khá tốt với những kỹ năng cận chiến tuyệt vời. Khi chiến đấu, người chơi có thể kết hợp nhiều thế kiếm khác nhau như chém kiếm, đâm kiếm… cùng các bước di chuyển linh hoạt để làm chủ thế trận. Các pha đâm kiếm thì nhanh như cắt, kết thúc gọn đối phương bằng mũi kiếm sắc nhọn.
Bên cạnh vũ khí chính là thanh kiếm, người chơi còn được sử dụng chiếc nỏ (tên) nếu như muốn hạ gục mục tiêu ở tầm xa. Để chống chọi lại nhiều đòn tấn công liên hoàn của kẻ địch bắt buộc người chơi phải sử dụng những thế đỡ, phòng thủ cơ bản như chắn ngang kiếm hoặc dùng khiên để đỡ. Mỗi khi phòng thủ, cho dù là cách nào đi nữa người chơi cũng sẽ ít nhiều bị ảnh hưởng bởi đòn đánh của đối phương.
Không những là một game hành động phiêu lưu, Knights of The Temple 2 còn xen kẽ chút thể loại nhập vai. Tất cả những đặc tính như nâng cấp kỹ năng, thu thập điểm kinh nghiệm hoặc trao đổi, mua bán các loại item, vũ khí, áo giáp... đều được nhà sản xuất khéo léo lồng vào game.
Nhiệm vụ phụ cũng là một phần mới xuất hiện ở phần này, được giao bởi các NPC rải rác khắp nơi, đây là cách để người chơi tăng thêm thu nhập, kiếm điểm kinh nghiệm, và một trong số nhiệm vụ này còn là chìa khóa để dẫn dắt người chơi tiếp tục trong cuộc hành trình.

## Chơi mạng
Game bổ sung thêm phần Chơi mạng (Mutilplayer) với nhiều chế độ khác nhau cùng các kỹ năng riêng lẻ nâng cấp được tương tự như những đặc tính chính ở phần chơi đơn.

## Đồ họa và âm thanh
Cảnh vật trong Knights of The Temple 2 khá đẹp. Các thành phố cổ, khu rừng, biển cả… mọi thứ trông rất thật và quy mô nhưng cũng gợn lên một vẻ gì đó đầy huyền bí. Hiệu ứng ánh sáng đẹp mắt cũng góp công không nhỏ ở mảng này. Tuy nhiên, màu sắc của game hơi tối so với bình thường. Ngoài những cảnh trời mây, biển nước thì hầu như lúc nào tạo cảm giác bất an trong bóng tối u ám đầy hiểm nguy, có lẽ đây là mục đích của nhà sản xuất, muốn cho người chơi quen dần với bóng tối, vượt qua nỗi sợ hãi để đi tới thành công. Bên cạnh đó mô hình các nhân vật cũng không được trau chuốt cho lắm, trông hơi gượng gạo và thiếu hồn. Âm thanh của game không quá xuất sắc nhưng lại sở hữu những bản nhạc êm đềm, bay bổng và hùng tráng đậm nét Trung Cổ.